# Уайтхолл (дворец)
Уайтхолльский дворец (англ. Palace of Whitehall, «дворец Белого зала») — несохранившийся дворцовый комплекс в Лондоне, являвшийся основной резиденцией английских королей с 1530 по 1698 год.
Генрих VIII перенёс резиденцию в Уайтхолл, когда старые королевские апартаменты в Вестминстерском дворце были уничтожены пожаром. В состав Уайтхолла входили дворы для игры в мяч и теннис, для петушиных боёв и рыцарских турниров. Здесь Генрих VIII праздновал свои свадьбы с Анной Болейн и Джейн Сеймур. В 1611 году в Уайтхолле состоялась премьера пьесы Уильма Шекспира «Буря». 
30 января 1649 года на площади у дворца Уайтхолл был казнён король Англии Карл I. К середине XVII века во дворце насчитывалось свыше полутора тысяч помещений, что делало Уайтхолл самым большим в Европе, пока его не обогнал Версаль (2400 помещений). 

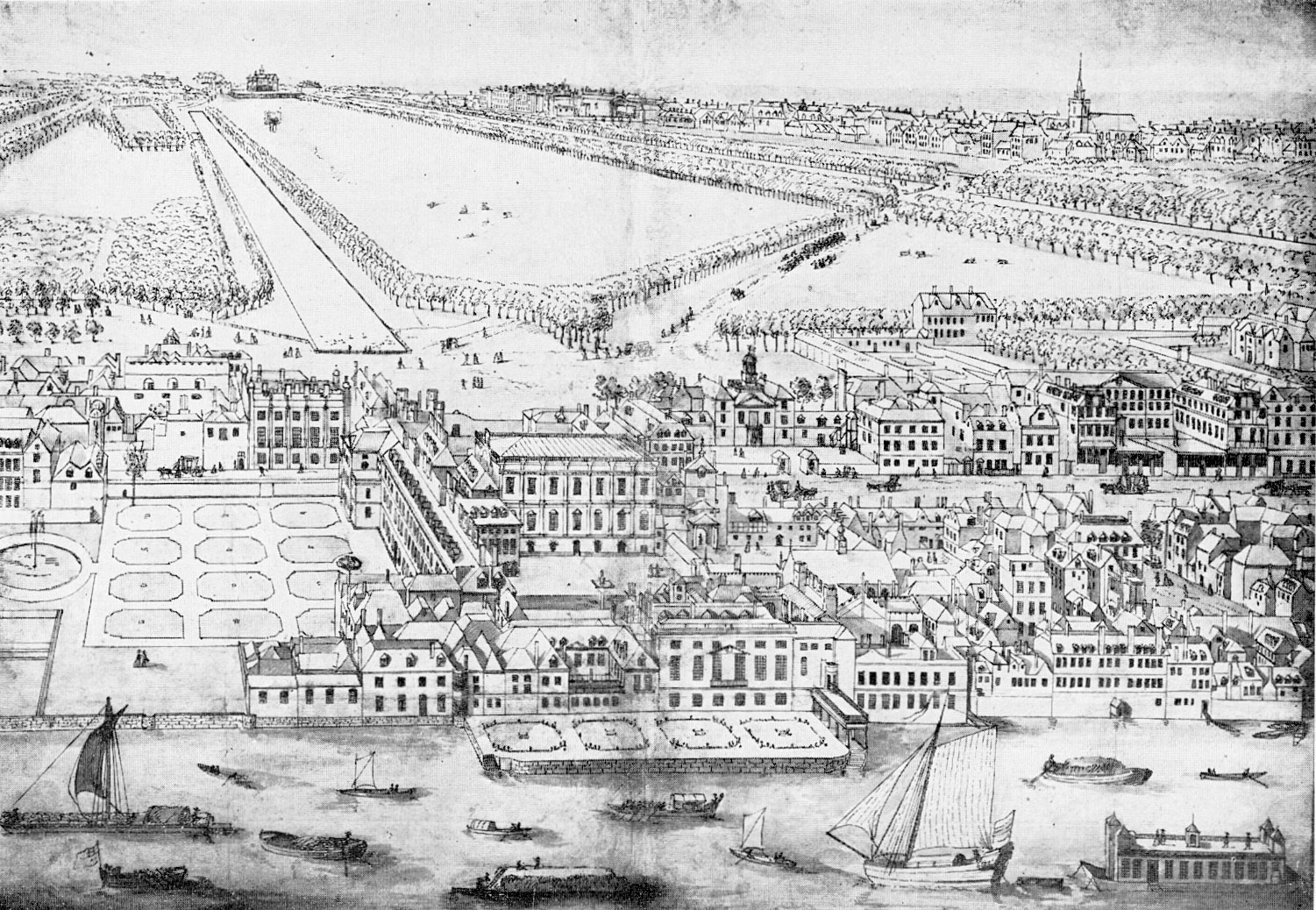
Уайтхолл в 1695 году на гравюре Кнэйф, Леонард

После пожаров в 1691 и 1698 годах дворец не восстанавливали и в 1769 году снесли большую часть сооружения. Единственное, что осталось от комплекса, — Банкетинг-хаус (архитектор Иниго Джонс, 1622 год) с плафоном кисти Питера Рубенса. В честь дворца была названа улица Уайтхолл.